# Nobody Can Save Me
Nobody Can Save Me — песня американской рок-группы Linkin Park и первый трек с их седьмого студийного альбома One More Light. Песня знаменует собой перезагрузку в карьере группы. Группа считает, что «Nobody Can Save Me» - одна из основополагающих песен альбома, задающая настроение всей пластинке.

## Информация о песне
В написании песни принимал участие Джон Грин, вокалист английской группы "The Bonfires". Обе группы были в студии Larrabee в ноябре 2015 года. Через официальную страницу Linkin Park в Facebook велась прямая трансляция из этой студии, на которой Брэд Делсон, Джон Грин и Майк Шинода работали над текстами для новой песни.
Позже Майк Шинода отмечал, что Джон Грин и Честер действительно были хорошими друзьями, что помогло в создании песни.

## Участники

### Linkin Park
- Честер Беннингтон – вокал
- Роб Бурдон – ударные
- Брэд Делсон – гитара
- Джо Хан – программирование, семплер
- Дэвид Фаррелл– бас
- Майк Шинода – клавиши, бэк-вокал

### Дополнительные музыканты
- Джон Грин – дополнительная гитара, бэк-вокал, бас

### Производство
- Авторы: Майк Шинода, Брэд Делсон и Джон Грин
- Продюсеры: Майк Шинода и Брэд Делсон
- Дополнительный продюсер: Джон Грин
- Постановка вокала: Эндрю Болуки
- Музыка: Linkin Park
- Вокал: Честер Беннингтон и Майк Шинода
- Вокал Честера записан в The Pool Recording Studio, Лондон, Великобритания
- Вокал Майка, записан в The Warehouse Studio, Ванкувер, Калифорния
- Музыка записана в студии Larrabee, Северный Голливуд, Калифорния и Sphere Studios, Северный Голливуд, Калифорния
- Звукорежиссёры: Итан Мэйтс, Майк Шинода и Джош Ньюэлл
- Ассистент звукорежиссёра: Алехандро Байма
- Студия B, ассистент звукорежиссёра: Уоррен Уиллис
- Сведено Сербаном Гена в Mixstar Studios, Вирджиния-Бич, Вирджиния

## Релиз и продвижение
Песня была выпущена с их седьмого студийного альбома, One More Light. В цифровом виде стала доступна 18 мая 2017 года. По состоянию на 20 августа 2018 года видео с песней набрало почти 30 миллионов просмотров.

## Чарты
| Chart (2017)                                 | Peak position |
| -------------------------------------------- | ------------- |
| Чехия (Singles Digitál Top 100)              | 23            |
| Словакия (Singles Digitál Top 100)           | 87            |
| США (Billboard Hot Rock & Alternative Songs) | 37            |